# Labastide-de-Lévis
Labastide-de-Lévis è un comune francese di 994 abitanti situato nel dipartimento del Tarn nella regione dell'Occitania.

## Società

### Evoluzione demografica
Abitanti censiti